# Регистарске ознаке у Албанији
Регистарске ознаке у Албанији су беле боје са плавом линијом у левом углу, где стоје орао и скраженица AL. Регистарска таблица се састоји од два слова на почетку која су насумична по абецедном реду, затим следе 3 броја и два слова. У случају продаје возила, регистарска таблица се не може повући, али се може одјавити и регистровати на ново возило.

## Нове регистарске таблице
Од јануара 2011. године регистарске таблице у Албанији су дефинисане абецедним и редним редоследом (нпр. АА 000 АА), где после 3 броја ред почиње словима на десној страни па на левој страни. Од 16. фебруара 2011. уведен је нови формат сличан дизајну италијанских таблица након 1994. и француских после 2009. године.[1] Таблице почињу плавом траком на левој страни са 'AL' и редизајнираним двоглавим орлом у белој боји, 3 цифре, 2 серијска слова на правоугаоној белој позадини, а завршавају се на десној страни плавом трака која треба да приказује годину регистрације и регионални код беле боје. Примећено је да последња два идентификациона елемента де фацто нису укључена, док је фонт наглашенији од оног после 2002. године.[2] Таблице свих возила би доживеле сличну промену.[3] Критичари тврде да боја двоглавог орла и траке није репрезентативна за црвене и црне боје. Почевши од 2022. године, регистарске таблице се такође могу издавати у мањем формату 360 x 100 мм за предње и формату 305 x 153 мм за предње и задње таблице. Оне се издају због повећања увоза из Италије, Швајцарске и Сједињених Држава, које не издају увек таблице стандарда ЕУ.[4]
У Албанији „репетитивне“ регистарске таблице имају црвене ивице и текст на белој позадини. Ово су додатне регистарске таблице за уградњу, ако постоји предмет као што је носач за бицикле који блокира оригиналну регистарску таблицу приватног возила.

## Регистарске ознаке
| Ознака | Област            | Ознака | Област                 | Ознака | Област          |
| ------ | ----------------- | ------ | ---------------------- | ------ | --------------- |
| BC     | Област Тропоја    | HS     | Област Хас             | MR     | Област Мирдита  |
| BR     | Област Барат      | KJ     | Област Каваја          | MT     | Област Мат      |
| BZ     | Област Булћизе    | KO     | Област Корча           | PE     | Област Пећина   |
| DI     | Област Дибер      | KR     | Област Кроја           | PG     | Област Поградец |
| DL     | Област Делвине    | KU     | Област Кукеш           | PR     | Област Пармет   |
| DR     | Област Драч       | KV     | Област Кучова          | PU     | Област Пука     |
| DV     | Област Девол      | LA     | Област Курбин          | SH     | Област Скадар   |
| EL     | Област Елбасан    | LB     | Област Либражд         | SK     | Област Скрапар  |
| ER     | Област Колоња     | LE     | Област Љеш             | SR     | Област Саранда  |
| FR     | Област Фјер       | LU     | Област Лушња           | TP     | Област Тепелена |
| GJ     | Област Ђирокастра | MA     | Област Велика Малесија | TR     | Област Тирана   |
| GR     | Област Грамш      | MK     | Област Малакастра      | VL     | Област Валона   |

## Галерија
| Градске таблице | Пољопривредне таблице | Такси таблице | Полицијске таблице |
| --------------- | --------------------- | ------------- | ------------------ |
|                 |                       |               |                    |
|                 |                       |               |                    |